# Mundos opuestos (álbum)
Mundos opuestos es el segundo álbum de estudio del dúo estadounidense country pop Ha*Ash, formado por las hermanas Ashley Grace y Hanna Nicole. Fue publicado bajo el sello discográfico Sony BMG el 27 de septiembre de 2005. Alcanzó la posición número ocho de lo más comercializado en las listas semanales de México, además de obtener la certificación de oro y de platino en dicho país. Ha conseguido vender alrededor de 500.000 ejemplares.
Grabado en 2005 y dirigido por el mismo productor de su álbum debut, Áureo Baqueiro. Contó con las colaboraciones de diversos compositores, entre ellos Soraya y Leonel García.  Para su promoción, el álbum contó con cuatro sencillos tres sencillos. El primero «Amor a medias», se publicó en junio de 2005 alcanzando el primer lugar en las listas de popularidad en México, posteriormente, se divulgaron los temas «Me entrego a ti» y «¿Qué hago yo?», ambos de autoría de la cantante fallecida Soraya, logrando llegar al segundo y primer lugar en México, respectivamente. «Tu mirada en mi» se publicó solamente para Estados Unidos como el cuarto y último sencillo del disco.

## Antecedentes y lanzamiento
El álbum se grabó en Brava! Music en Ciudad de México en 2005, bajo la producción de Áureo Baqueiro. La edición del disco se llevó a cabo en Digital Performer, la batería fue grabada por Memo Gil en La Bodega en Ciudad de México y asistida por Pancho Ruiz. La masterización del disco se realizó en Los Ángeles, California por Don Tyler en Precision Mastering. El disco se lanzó el 27 de septiembre de 2005, y llevó por título Mundos opuestos, basándose en el carácter diferente de las hermanas Cuenta con un cover en español llamado «Vaquera» de la canción de 1935, I Want to Be a Cowboy's Sweet Heart».
Contó con las colaboraciones de diversos compositores, la canción «Tu mirada en mí» es una composición del cantautor peruano Gian Marco, mientras que «Me entrego a ti» y «¿Qué hago yo?», las escribió la cantautora colombo-estadounidense Soraya. quien invitó al dúo a trabajar con ella en su departamento en Miami, ofreciéndose para contribuir en esta producción discográfica. La intérprete colombo-estadounidense también les regalo el tema «Pedazos», cuya canción solo fue publicada en la edición especial del quinto material discográfico Primera fila: Hecho realidad en el año 2015.

"Estoy escribiendo canciones para las chicas de Ha*Ash. Ya escuché su primer disco y me gustó. Me gustan las chicas, las encuentro muy auténticas, me gusta su energía; creo que el trabajo que he hecho con mis propios discos está abriendo el camino a artistas como ellas, tienen un futuro muy grande, incluso fuera de México"
Soraya durante una entrevista en el año 2004.

El 2006 se lanza una reedición del disco para incluir el corte «Código Postal», tema de una telenovela mexicana del mismo nombre. Repitieron la buena recepción del álbum anterior, presentándose con esta nueva producción en el Teatro Metropolitan, con 3 conciertos con lleno total, además de festivales radiales y programas de televisión.

## Recepción comercial
Ha conseguido vender alrededor de 500 000 ejemplares, siendo lanzados para su promoción tres canciones y un tema exclusivo para Estados Unidos. Alcanzó la posición número ocho de lo más comercializado en las listas semanales de México, En 2005 recibieron el disco de oro en México, más tarde el 24 de agosto de 2006 Ha*Ash recibió el disco de platino por más de 100 000 ejemplares vendidos. El 17 de noviembre de 2017 AMPROFON actualizó las certificaciones, y Mundos opuestos fue premiada con disco de oro más platino.

## Promoción
Fueron premiadas como Artista revelación en los Premios Lo Nuestro en el año 2005. Repitiendo la buena recepción del álbum anterior, se presentaron con esta nueva producción en el Teatro Metropolitan, con 3 conciertos con lleno total, además de festivales radiales y programas de televisión. Fueron reconocidas a Grupo pop latino del Año por los Premios Oye!. Llegaron a ofrecer entre los años 2005 y 2007, más de 150 presentaciones por Latinoamérica.

### Sencillos
El 8 de junio de 2005, se publicó «Amor a medias» como el primer sencillo de la producción discográfica. En abril del 2006, llegó al número cuatro en las listas de popularidad mexicana,  El segundo sencillo «Me entrego a ti» se lanzó el 27 de noviembre de 2005. Alcanzó al igual que el primer sencillo la cuarta posición en las listas radiales en México, además de ubicarse en la posición quince en la lista Latin Pop Songs.
El 6 de marzo de 2006, se publicó «¿Qué hago yo?» el tercer sencillo del material, se ubicó en la primera posición en las radios de México, además del alcanzar la posición treinta y seis en México Español Airplay, además de la posición cincuenta en Latin Pop Songs. Estos dos último temas fueron compuestos por la cantante fallecida Soraya, quién se ofreció para contribuir en esta producción, invitando a las hermanas a trabajar con ella en su departamento en Miami. En febrero del año 2007, el tema ¿Qué hago yo? fue certificado disco de platino en formato ringtone en México.
Finalmente, publicaron su cuarto sencillo «Tu mirada en mi» el 22 de abril de 2006, esta vez solo disponible para Estados Unidos, alcanzado la posición veinticuatro en la lista Latin Pop Songs y cuyo vídeo fue estrenado en abril de 2006. La pista fue nominada a Canción corta venas por los Premios Juventud.

## Lista de canciones
Créditos adaptados de Apple Music.

| Mundos opuestos |                                                 |                                                              |                |          |  |
| N.º             | Título                                          | Escritor(es)                                                 | Director(es)   | Duración |  |
| 1.              | «Si tú quieres ser»                             | Ashley Grace · Hanna Nicole · Áureo Baqueiro                 | Áureo Baqueiro | 3:54     |  |
| 2.              | «Amor a medias»                                 | Baqueiro · Salvador Rizo                                     | Baqueiro       | 4:13     |  |
| 3.              | «Tu mirada en mi»                               | Ashley · Hanna · Baqueiro · Gian Marco · Rizo                | Baqueiro       | 3:44     |  |
| 4.              | «Ya no» (con Kalimba)                           | Baqueiro                                                     | Baqueiro       | 3:40     |  |
| 5.              | «Me entrego a ti»                               | Soraya                                                       | Baqueiro       | 3:45     |  |
| 6.              | «No te puedo enamorar»                          | Ashley · Hanna · Baqueiro · Carla García                     | Baqueiro       | 4:15     |  |
| 7.              | «Aléjate de mi hermana»                         | Baqueiro · Rizo                                              | Baqueiro       | 4:03     |  |
| 8.              | «Quédate conmigo»                               | Baqueiro · Fernando González                                 | Baqueiro       | 4:20     |  |
| 9.              | «Más perfecta que normal» (Hello)               | Ashley · Hanna                                               | Baqueiro       | 3:01     |  |
| 10.             | «Vaquera» (I Want to Be a Cowboy's Sweet Heart) | Patsy Montana                                                | Baqueiro       | 2:42     |  |
| 11.             | «Pobre diabla»                                  | Amerika Jiménez · Jean-Yves G Ducornet · Alejandra Menkarski | Baqueiro       | 3:58     |  |
| 12.             | «¿Qué hago yo?»                                 | Soraya                                                       | Baqueiro       | 3:26     |  |
| 44:57           |                                                 |                                                              |                |          |  |

| Mundos opuestos (Edición especial) |                 |                                |                |          |  |
| N.º                                | Título          | Escritor(es)                   | Director(es)   | Duración |  |
| 13.                                | «Código Postal» | Carlos de Yarza · Carlos Ponce | Áureo Baqueiro | 3:05     |  |

### Formatos
- CD - Edición de un disco con 12 pistas.[40]
- Edición especial - Edición de un discos que contiene las 12 pistas originales y una pista adicional.[41]
- Descarga digital (edición especial) - contiene los 12 temas de la versión original y una pista adicional.[38]

## Créditos y personal
Créditos adaptados de las notas del álbum y AllMusic.

### Músicos
- Áureo Baqueiro: batería (1, 4), bajo (1), coros (1-12)
- Pepe Damián: batería (1, 4)
- Javier Calderón: bajo (3, 5-9, 11-12), guitarra eléctrica (1, 3, 5-9, 11-12), guitarra acústica (1, 3, 5-9, 11-12), mandolina (1, 3, 5-9, 11-12)
- Gerardo García: guitarra eléctrica (2, 10), guitarra acústica (2, 10), mandolina (2, 10)
- Pancho Ruiz: bajo (2)
- Mr B: bajo (4), guitarra eléctrica (4), guitarra acústica (4), mandolina (4)
- Dean Parks: pedal steel (1-12), lap steel (1-12)
- Gabe Witcher: violín (1-12)
- Tommy Morgan: armónica (1-12)
- Carlos Murguía: hammond b3 (1-12)
- Michelle Batrez: coros (1-12)

### Productores y técnicos
- Áureo Baqueiro: producción (1-12), arreglos (1-2, 4, 6-7, 10)
- Javier Calderón: arreglos (3, 5-9, 11-12)
- Gerardo García: arreglos (2, 10)
- Memo Gil: mezcla (2, 5, 9, 10-12)
- Gustavo Borner: mezcla (1, 3-4, 6-8)
- Don Tyler: masterización (1-12)

### Administración y diseño
- Gustavo Cruz: diseño álbum
- Carlos Alberto García: A&R
- Cuatro Tercios: fotografía
- Daniela Magún: Imagen Ha*Ash
- Álan Mavizca: Maquillaje y peinado

## Posiciones en la lista
| Listas (2005)     | Mejor posición |
| ----------------- | -------------- |
| México (AMPROFON) | 8              |

| Listas (2006)             | Mejor posición |
| ------------------------- | -------------- |
| México Top 100 (AMPROFON) | 40             |

## Certificaciones
| País (organismo certificador) | Certificación    | Unidades certificadas |
| ----------------------------- | ---------------- | --------------------- |
| México (AMPROFON)             | Oro + Platino    | 150 000               |
| Ventas Mundiales              | Ventas Mundiales | 500 000               |

## Historial lanzamiento
| País           | Fecha                    | Edición          | Formato | Discográfica     | Ref    |
| -------------- | ------------------------ | ---------------- | ------- | ---------------- | ------ |
| México         | 27 de septiembre de 2005 | Edición estándar | CD      | Sony BMG         | [ 43 ] |
| Estados Unidos | 27 de septiembre de 2005 | Edición estándar | CD      | Sony Music Latin | [ 43 ] |
| México         | 16 de junio de 2006      | Edición especial | CD      | Sony BMG         | [ 38 ] |